# Шкільний мюзикл
«Шкільний мюзикл», чи «Класний мюзикл» (англ. High School Musical) — американський телевізійний фільм 2006 року, що вийшов на студії Walt Disney Pictures. Після свого виходу 20 січня 2006 року він став одним із найуспішніших продуктів компанії Disney. Завдяки своєму успіху фільм отримав продовження: Шкільний мюзикл: Канікули (у телевізійній версії, представлений у 2007 році) та Шкільний мюзикл: Випускний (вийшов у кінотеатрах у жовтні 2008 року). Це також перша стрічка компанії Disney Channel Original Movie, яка отримала продовження на великому екрані. Саундтрек до фільму був найпродаванішим альбомом у США.

## Сюжет
Рішення двох студентів середньої школи — зірки, капітана команди по баскетболу, красеня Троя і тихої відмінниці, президента клубу науки Габріелли прослухатися для музичного мюзиклу перевертає догори дном і їх світ, і їх школу. Друзі не вірять в їх музичні таланти, вважаючи, що Трой потрібен команді, а Габріелла повинна брати участь у шкільній олімпіаді, і всіляко намагаються перешкодити їх задуму. Але Трой і Габріелла не здаються і твердо йдуть до своєї мети.

## У головних ролях
- Трой Болтон (Зак Ефрон) найпопулярніший хлопець у школі East High School, капітан шкільної баскетбольної команди.
- Габріелла Монтес (Ванесса Енн Гадженс) одна з найрозумніших учениць у школі, учасниця наукових змагань з десятиборства.
- Шарпей Еванс (Ешлі Тісдейл) енергійна студентка, яка зацікавлена як театром, так і Троєм.
- Раян Еванс (Лукас Грейбіл) брат-близнюк Шарпей.
- Чад Данфорт (Корбін Блю) є найкращим другом Троя, і дуже хорошими друзями з Джейсоном і Зіком.
- Тейлор МакКессі (Монік Коулман) найкраща подруга Габріели, капітан шкільної наукової команди.
- Джек Болтон (Барт Джонсон) є батьком Троя і тренером баскетбольної команди.
- Мс. Дарбус (Елісон Рід) строгий театральний учитель у школі.
- Келсі Нільсен (Олеся Рулін) навчається в Іст Хай. Вона є піаністкою і композитором.
- Зік Бейлор (Кріс Воррен-молодший) дружить з Троєм і Чадом, а також грає за баскетбольну команду.
- Джейсон Кросс (Раян Сенборн) дружить з Троєм і Чадом, а також грає за баскетбольну команду.

### Габріела Монтес
Габріелла Монтес, чи Монтез (англ. Gabriella Montez) — головна героїня, роль виконує Ванесса Енн Гадженс, * На роль пробувалася також Ешлі Тісдейл. За сюжетом Габріелла та Трой познайомилися на Новий рік у санаторії, де відпочивали їхні родини. У дитинстві Монтес дуже часто переїзджала, тому коли вона попала до Іст Гай не була дуже рада. Але коли вона побачила Троя та познайомилася з іншими учнями її враження змінилося. Разом з Троєм дівчина виконувала головну роль у шкільному мюзиклі.
У другому фільмі дівчина вирушає до Lava Springs — гольф-клубу родини Еванс. Там вона буде працювати рятівником. У третьому фільмі вона буде запрошена до Стенфорду, але тоді не зможе узяти участь мюзиклі під назвою Випускний.